# Giacinto Santambrogio
Giacinto Santambrogio (Seregno, 25 aprile 1945 – Desio, 14 giugno 2012) è stato un ciclista su strada italiano, professionista dal 1969 al 1979 e vincitore di due tappe al Giro d'Italia e due al Tour de France.

## Carriera
Originario di Seregno, quartiere Crocione, tra i dilettanti ottenne una ventina di successi, tra cui una tappa alla Corsa della Pace 1968; passò professionista nel 1969 con la Molteni. Passista-velocista, abile soprattutto nel ricoprire ruoli di gregariato, gareggiò in seguito per la Salvarani e la Bianchi-Campagnolo, diventando uno dei luogotenenti di Felice Gimondi. Chiuse la carriera alla Inoxpran, nel 1979.
Non sono numerose le sue vittorie (13), ma tutte di notevole prestigio: fra esse diverse classiche sia in Italia (la Tre Valli Varesine, la Coppa Bernocchi, il Gran Premio di Camaiore) che all'estero (il Gran Premio di Gippingen in Svizzera). Successi sono arrivati anche nelle grandi corse a tappe: due frazioni al Tour de France e due al Giro d'Italia, a Lainate e Salsomaggiore.
Tra i numerosi piazzamenti di prestigio, significativo fu il quarto posto al campionato mondiale 1974 di Montréal: in quella gara concluse staccato di circa quaranta secondi da Eddy Merckx e Raymond Poulidor e battuto allo sprint per il bronzo dall'altro francese Mariano Martínez; si piazzò comunque davanti ad affermati campioni come Herman Van Springel, Francesco Moser e Giovanni Battaglin.

## Palmarès
- 1967 (dilettanti)

Coppa Negrini
- 1968 (dilettanti)

Trofeo Caduti Medesi
Milano-Tortona
5ª tappa Giro del Piemonte dilettanti (Stresa > Asti)
Coppa Fusar Poli
8ª tappa Corsa della Pace (Vamberk > Otrokovice)
Coppa Bestetti
- 1969 (Molteni, una vittoria)

Coppa Bernocchi
- 1971 (Molteni, una vittoria)

20ª tappa, 1ª semitappa Giro d'Italia (Ponte di Legno > Lainate)
- 1972 (Salvarani, una vittoria)

Tre Valli Varesine
- 1974 (Bianchi, tre vittorie)

Gran Premio Città di Camaiore
Gran Premio del Canton Argovia
Circuito di Larciano
- 1975 (Bianchi, due vittorie)

20ª tappa Tour de France (Pouilly-en-Auxois > Melun)
4ª tappa Giro di Puglia (Corato > Martinafranca)
- 1977 (Bianchi, due vittorie)

10ª tappa Giro d'Italia (Pisa > Salsomaggiore)
8ª tappa Tour de France (Angers > Lorient)

## Piazzamenti

### Grandi Giri
- Giro d'Italia

1969: 60º
1970: 34º
1971: 57º
1972: 48º
1973: 61º
1974: 22º
1975: 15º
1976: 23º
1977: 28º
1978: 56º
- Tour de France

1969: 73º
1970: 49º
1972: 53º
1975: 46º
1977: 39º

### Classiche monumento
- Milano-Sanremo

1969: 48º
1970: 41º
1973: 102º
1974: 94º
1975: 67º
1977: 76º
1978: 144º
- Giro delle Fiandre

1972: 68º

### Competizioni mondiali
- Campionati del mondo

Zolder 1970 - In linea Professionisti: 44º
Montréal 1974 - In linea Professionisti: 4º
Ostuni 1976 - In linea Professionisti: ritirato
San Cristóbal 1977 - In linea Professionisti: ritirato